# Regina H. Macedo
Regina Helena Ferraz Macedo (São Paulo, 1958) é uma bióloga e pintora brasileira. É especialista em comportamento animal e ornitologia e professora da Universidade de Brasília (UnB). Regina foi presidente da Animal Behavior Society (2014-2016) e em 2020 recebeu o prêmio William Brewster Memorial Award, da American Ornithologist' Union.
Regina é fellow da American Ornithological Society desde 2009. Em sua pesquisa, foi pioneira na ornitologia no Brasil, e estudou a ecologia e comportamento reprodutivo do anu-branco. Desde então, expandiu seu campo de trabalho, incluindo dieta, parasitologia e seleção sexual em aves. Em um de seus artigos mais citados, estudou o comportamento sexual de aves tropicais.

## Vida e carreira acadêmica
Regina fez duas graduações. Entre 1977 e 1979, fez graduação em Artes Plásticas na pequena universidade de Pine Manor College, nos Estados Unidos, mas durante esse período se interessou por biologia marinha e genética, e voltou para o Brasil. Então, entre 1979 e 1983 fez graduação em Biologia na Universidade de Brasília.
Após um tempo trabalhando fora da academia, ingressou no Mestrado em Zoologia, na University of Oklahoma, Estados Unidos, que cursou entre 1984 e 1986. Nessa etapa da vida, estudou um roedor da América do Sul e Central. Seu trabalho final se intitula "Geographic variation in a South American cricetine rodent, Bolomys lasiurus", e foi orientado por Michael Mares.
Após o mestrado, decidiu se aprofundar no mundo do comportamento das aves. Entre 1987 e 1991, fez Doutorado em Zoologia, também na University of Oklahoma, orientada por Gary Schnell, e seu trabalho final é intitulado "Communal breeding and social organization of the Guira Cuckoo (Guira guira) in central Brazil". Desde então, se dedica à ecologia comportamental de aves.
Regina é autora de quatro livros, dezenas de capítulos de livros e artigos científicos. É casada desde 1983, e mãe de duas filhas.

## Artes plásticas
Regina também se interessa pelo mundo das artes, tendo ilustrado livros e exposto suas obras em mais de 25 exposições. Ela pinta paisagens, animais e povos indígenas brasileiros, como os korubo, e ilustrou a capa de livros educativos infantis sobre ciência. As obras de Regina podem ser visualizadas no site www.reginamacedo.com.